# Die Prinzen
I Die Prinzen sono un gruppo musicale tedesco originario di Lipsia, attivo dal 1987.

## Storia del gruppo
Il gruppo si è formato nel Thomanerchor, uno storico ensemble corale di Lipsia attivo nella Chiesa di San Tommaso.
I primi album consistono in lavori a cappella, mentre successivamente il gruppo ha modificato in parte il proprio genere.
Nel 1993 vincono un premio Echo come miglior gruppo tedesco e il Deutscher Musikpreis.
Tra i loro brani di maggior successo vi è una Olli Kahn, dedicato al portiere della nazionale di calcio tedesca Oliver Kahn.

## Formazione
- Sebastian Krumbiegel (5 giugno 1966) - voce e tastiere
- Tobias Künzel (26 maggio 1964) - voce, chitarra e tastiere
- Wolfgang Lenk (4 settembre 1966) - voce, tastiere, chitarra
- Jens Sembdner (20 gennaio 1967) - voce, tastiere
- Henri Schmidt (17 agosto 1967) - voce

Collaboratori
- Alexander "Ali" Zieme (23 marzo 1971) - batteria
- Mathias Dietrich (24 novembre 1964) - basso

## Discografia
Album
- Das Leben ist Grausam (1991)
- Das Leben ist Grausam (a cappella)
- Küssen verboten (1992)
- Küssen verboten (a cappella)
- Alles nur geklaut (1993)
- Alles nur geklaut (a cappella)
- Schweine (1995)
- Alles mit'm Mund (1996)
- Ganz oben - Best of (1997)
- A-Cappella-Album (1997)
- So viel Spaß für wenig Geld (1999)
- So viel Spaß für wenig Geld (a cappella)
- Festplatte (1999)
- Deutschland (2001)
- Monarchie in Germany (2003)
- HardChor (2004)
- Akustisch live (2006)
- Die Prinzen Orchestral (2007)
- Die Neuen Männer (2008)
- Es war nicht alles schlecht (2010)